# Пшеничний Дмитро Миколайович
Дмитро Миколайович Пшеничний — Солдат Збройних сил України, учасник російсько-української війни, що загинув у ході російського вторгнення в Україну.
Народився Дмитро 28 жовтня 2001 році в м. Кропивницький Кіровоградської області. З дитинства мріяв стати військовим.
Після закінчення 9 класу у 2016 році вступив до Запорізького обласного ліцею інтернат з посиленою фізичною підготовкою ліцей " Захисник".
У 2018 році після випуску з ліцею він ступив до Харківського національного університету Повітряних сил України імені Івана Кожедуба. У лютому 2022 році закінчив навчання познайомився з майбутньою дружиною.
З початком російського вторгнення в Україну 24 лютого 2022 року пішов служити до ТрО збройних силах України на Житомирщині.
Дмитро захищав Житомирський аеропорт, вбив двох солдатів. На жаль, 1 березня 2022 року загинув під завалами аеропорту обороняючи. Поховали Дмитра 14 березня 2022 року на Кіровоградщині. У нього залишилася: дружина, батьки, та брат.

## Нагороди
- медаль «Захиснику Вітчизни» (2022, посмертно) — за особисту мужність і самовіддані дії, виявлені у захисті державного суверенітету та територіальної цілісності України, вірність військовій присязі.